# FGF11
FGF11‏ (None) هوَ بروتين يُشَفر بواسطة جين FGF11 في الإنسان.